# Tinea fagicola
Tinea fagicola är en fjärilsart som beskrevs av Edward Meyrick 1921. Tinea fagicola ingår i släktet Tinea och familjen äkta malar. Inga underarter finns listade i Catalogue of Life.